# Sint-Antonius Abtkapel (Aijen)

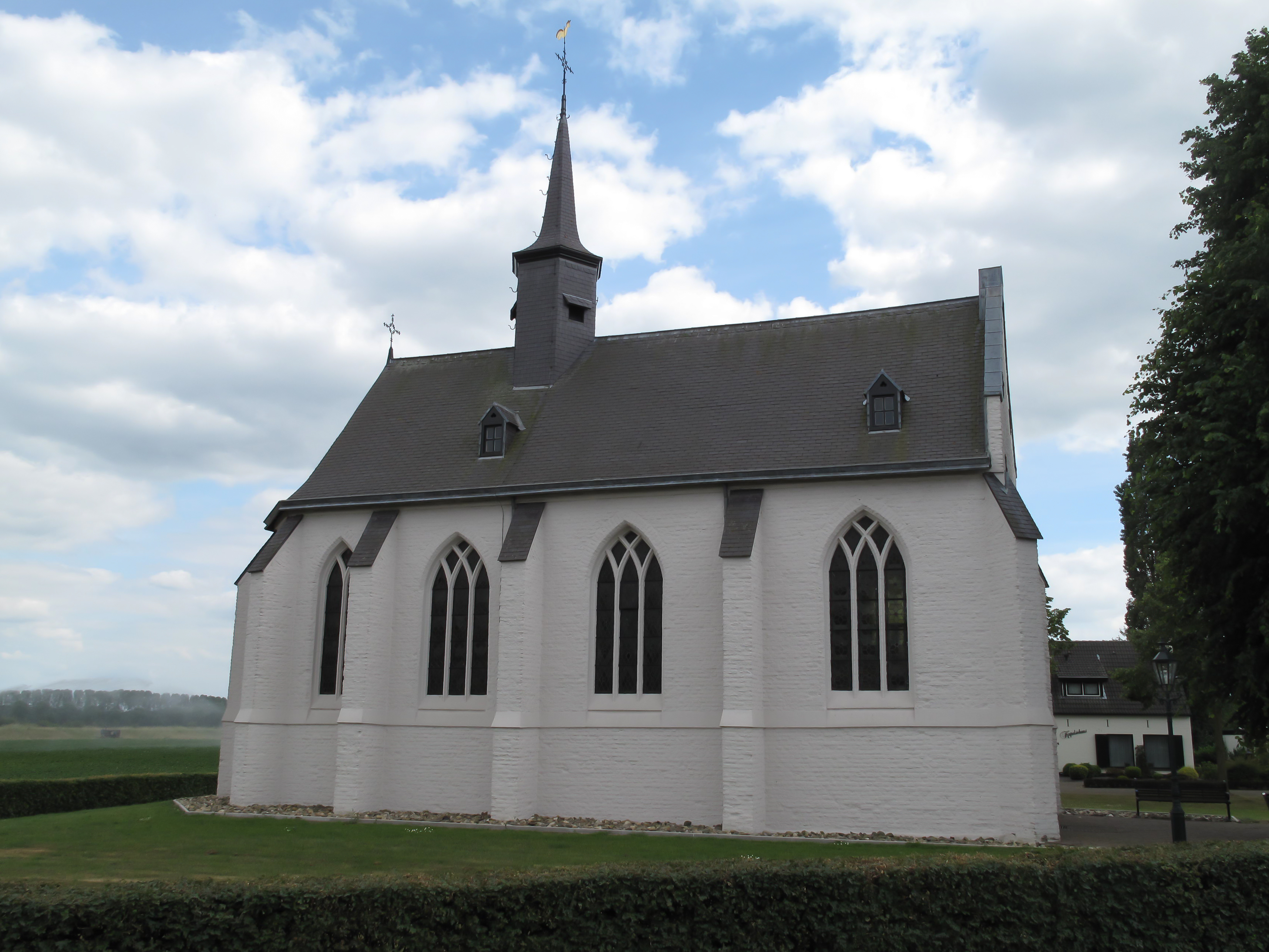
Sint Antonius Abtkapel

De Sint-Antonius Abtkapel is een betreedbare kapel te Aijen, die gelegen is aan Aijen 38.
De kapel is afhankelijk van de Sint-Petrusparochie te Bergen. Wanneer ze gebouwd is, is niet geheel duidelijk. Vermoedelijk in de 16e eeuw, of in de 17e eeuw in een stijl die toen al enigszins ouderwets was: de laatgotische stijl. De gebruikte stenen waren grof en kwalitatief slecht. Daarom werd de kapel in 1935 wit geschilderd. De kapel werd meermaals gerestaureerd, onder andere in 1926, 1935, 1949, 1995 en 2006. De met leien bedekte dakruiter is vroeg-19e-eeuws en bevat een klok uit 1648, gegoten door Johannes en Hendricus van Trier.
Het interieur, feitelijk een kerkje, is rijk aan inventaris. Er zijn twee 18e-eeuwse kerkbanken, tal van heiligenbeelden, een calvariegroep, een biechtstoel en een preekstoel, een weelderig altaar en dergelijke. De kruiswegstaties uit 1944 zijn lithografieën van Charles Bouleau.

## Folklore
De kapel is nauw verbonden met het plaatselijke Schuttersgilde Sint-Antonius. 
De Köpkesmarkt is een traditie die stamt uit de 17e eeuw. Varkenskoppen werden geveild en vervolgens weer opnieuw aangeboden om opnieuw te worden geveild. De opbrengst was voor het onderhoud van de kapel en uiteindelijk werden de koppen aan de armen gegeven, tegenwoordig aan de Zusters die in Tegelen verblijven. Een bronzen beeld, door Clemens Driessen, van een varkenskop werd in 2002 bij de kapel geplaatst.